# استان یاتنگا
استان یاتنگا (به لاتین: Yatenga Province) یک استان در بورکینافاسو است که در Nord Region, Burkina Faso واقع شده‌است.

## خصوصیات
استان یاتنگا ۶٬۹۹۰ کیلومترمربع مساحت و ۶۲۷٬۱۹۳ نفر جمعیت دارد.